# Падіння Римської імперії (фільм)
«Падіння Римської імперії» (англ. The Fall Of The Roman Empire) — кінофільм режисера Ентоні Манна, останній із класичних голівудських пеплумів.

## Сюжет
Сюжет розгортається близько 180–190 років — за доби занепаду Римської імперії. То були часи правління імператора Марка Аврелія й у подальшому його сина Коммода. Фільм розповідає про протистояння Марка Аврелія загрозі нападу германських племен та одночасно про складну політичну боротьбу з опонентами всередині країни.
Марк Аврелій збирався зробити своїм спадкоємцем свого полководця — Гая Метелла Лівія. Натомість його рідний син Коммод, розуміючи що може втратити імператорський престол, починає інтригу проти Лівія…

## Трактування історичних подій
Трактування подій у фільмі «Падіння Римської імперії» сильно відрізняється від сучасних уявлень істориків. Можна сказати, що цей фільм — більше вигадка, що частково базується на історичних фактах.
Так, відповідно до сюжету фільму, Марка Аврелія отруїли змовники, натомість на думку істориків, він помер під час походу від чуми. «Битва чотирьох армій» та союз із парфянами, зображені у фільмі, також не мали місця в історичній реальності того періоду.

## В ролях
- Алек Гіннесс — Марк Аврелій
- Джеймс Мейсон — Тимонід
- Кристофер Пламмер — Коммод
- Софі Лорен — Луцилла
- Стівен Бойд — Лівій
- Мел Феррер — Клеандр
- Омар Шариф — Сохам

## Нагороди
- Номінація на «Оскар» за найкращу музику (Дмитро Тьомкін).
- Премія «Золотий глобус» за найкращу музику (Дмитро Тьомкін).

## Продовження
Фільм «Гладіатор», що вийшов на екрани 2000 року й відродив цікавість до пеплумів, можна вважати своєрідним спін-оффом «Падіння Римської імперії». В ньому також фігурують як головні герої імператор Коммод та його сестра Луцилла.